# Кирилл (консуляр)
Кирилл (лат. Cyrillus) — римский политический деятель второй половины IV века.
Кирилл происходил из финикийского города Тир. В 360—361 годах он находился на посту наместника Палестины Салютарис. В 361—362 годах Кирилл занимал должность консуляра Палестины Первой. Он идентифицируется с неназванным наместником, упоминаемым Григорием Назианзином, который подавил в Газе антихристианские беспорядки и затем был уволен и сослан по приказу императора Юлиана Отступника.